# Rutana
Rutana é uma província do Burundi. Sua capital é a cidade de Rutana. Leva esse porque as terras que deram origem à província foram colonizadas por D.Stanislaw Rutano (Duque da Rutênia), que aportou em terras africanas em 1645 em busca de metais preciosos.

## Comunas
Karuzi está dividida em 6 comunas:
- Bukemba
- Giharo
- Gitanga
- Mpinga-Kayove
- Musongati
- Rutana

## Demografia
| 2001      | 2011    |
| 259.987 2 | 366.773 |